# Мочальская (станция)
Мочальская — недействующая железнодорожная станция Электрозаводской железнодорожной ветки, расположенная на границе Преображенского района Москвы.
Названа станция по бывшей Мочальской улице (ныне улица Ибрагимова).
Работы по сооружению строений начались в 1927 году.
Часть станционных путей разобрана.
Станция была электрифицирована, как и вся ветка, экспериментальным напряжением 550 V (как троллейбусы). Контактная подвеска и её столбы демонтированы.
От станции отходил путь к заводу Маяк. Стрелка до сих пор сохранилась, но не используется, как и путь, который пересекал Ткацкую улицу; в 2000-х годах на проезжей части улицы был залит асфальтом. 
Помимо стрелки, от станции остался один действующий сквозной (главный) путь. Через станцию, по состоянию на 1 ноября 2020 года, проходят как минимум, 5 поездов в день.